# 小林薫
小林 薫（こばやし かおる、1951年9月4日 - ）は、日本の俳優、馬主。ニコフイルム所属。

## 略歴・人物
京都府生まれ。京都府立洛東高等学校卒業。1971年から1980年まで唐十郎が主宰する状況劇場に在籍。退団の際、その才能を惜しんだ唐が説得のために包丁持参で小林の住むアパートを訪れるも、危機を感じた小林が先に逃げ出して説得は失敗、そのままうやむやのうちに退団を認めたというエピソードがある。
役者以外にも、声優としてアニメ映画『もののけ姫』や『ゲド戦記』に出演し、ドキュメンタリー番組『美の巨人たち』(テレビ東京)ではナレーションも務めている。
糸井重里とは30年来の友人である。
1984年に中村久美と結婚するが、1995年に離婚。2009年12月に、女優・モデルの小梅と再婚し、2010年に第1子となる男児が誕生。

## 出演

### 映画
- はなれ瞽女おりん（1977年）
- 十八歳、海へ（1979年）
- 真夜中の招待状（1981年）
- 夏の別れ（1981年）
- 風の歌を聴け（1981年）
- 野獣刑事（1982年）
- セカンド・ラブ（1983年）
- お葬式（1984年）
- パラダイスビュー（1985年）
- 恋文（1985年）
- それから（1985年）
- そろばんずく（1986年）
- バカヤロー! 私、怒ってます 第四話「英語がなんだ」（1988年）
- 悲しい色やねん（1988年）
- ウンタマギルー（1989年）
- 香港パラダイス（1990年）
- 四万十川（1991年）
- 怖がる人々（1994年）
- コキーユ（1999年）
- 洗濯機は俺にまかせろ（1999年）
- 秘密（1999年）- 主演・杉田平介
- 黒い家（1999年）
- 阿修羅のごとく（2003年）
- クイール（2004年）
- 紙屋悦子の青春（2006年） - 紙屋安忠
- 東京タワー 〜オカンとボクと、時々、オトン〜（2007年） - オトン
- 歓喜の歌（2008年） - 主演・飯塚正
- 休暇（2008年）  - 主演・平井透
- たみおのしあわせ（2008年）- 神埼透
- カムイ外伝（2009年） - 半兵衛
- ボーイズ・オン・ザ・ラン（2010年） - 鈴木
- 春との旅（2010年） - 木下
- ケンタとジュンとカヨちゃんの国（2010年） - 闘犬の男
- アブラクサスの祭（2010年） - 玄宗
- 海炭市叙景（2010年） - 比嘉隆三
- 軽蔑（2011年） - 二宮一幸
- 舟を編む（2013年） - 荒木公平
- 旅立ちの島唄〜十五の春〜（2013年）
- 夏の終り（2013年） - 小杉慎吾
- 春を背負って（2014年） - 長嶺勇夫
- 深夜食堂（2015年） - 主演・マスター
- 夏美のホタル（2016年） - 雲月[6]
- 海賊とよばれた男（2016年） - 甲賀治作[7]
- 続・深夜食堂（2016年） - 主演・マスター
- キセキ -あの日のソビト-（2017年） - 森田誠一
- 武曲 MUKOKU（2017年） - 矢田部将造[8]
- 海辺のリア（2017年） - 謎の運転手
- ナミヤ雑貨店の奇蹟（2017年） - 松岡健夫
- 泣き虫しょったんの奇跡（2018年） - 藤田守[9]
- 夜明け（2019年） - 涌井哲郎[10]
- ねことじいちゃん（2019年） - 巌[11]
- 日本独立（2020年） - 吉田茂[12]
- 花束みたいな恋をした（2021年） - 山音広太郎[13]
- Arc アーク（2021年） - 利仁[14]
- 冬薔薇（ふゆそうび）（2022年） - 渡口義一 役[15]
- はい、泳げません（2022年）- 鴨下教授 役[16]
- Dr.コトー診療所（2022年） - 星野正一 役[17]
- バカ塗りの娘（2023年） - 青木清史郎 役[18]
- 首（2023年） - 徳川家康 役[19]
- 陰陽師0（2024年） - 藤原義輔 役[20]
- プロミスト・ランド（2024年） - 下山 役[21]
- でっちあげ〜殺人教師と呼ばれた男（2025年） - 湯上谷年雄 役[22]

### テレビドラマ
- 銀河テレビ小説（NHK総合）
  - 青春戯画集（1981年） - 三好弘継
- 大河ドラマ（NHK総合）
  - 峠の群像（1982年） - 不破数右衛門
  - 春の波涛（1985年） - 野島覚造
  - おんな城主 直虎（2017年） - 南渓和尚[23]
  - 青天を衝け（2021年） - 渋沢市郎右衛門[24]
- ザ・サスペンス（TBS）
  - 肉体の処刑（1982年8月7日、KANOX）
  - 虞美人草 まぼろしの愛に果てた紫の女!（1984年）
- 君は海を見たか（1982年、フジテレビ） - 大石先生
- ふぞろいの林檎たち（1983年、TBS） - 仲手川耕一
  - ふぞろいの林檎たちII（1985年、TBS）
- 松本清張の霧の旗（1983年、日本テレビ） - 阿部啓一
- ドラマ人間模様（NHK総合）
  - 街〜美ら島は、今（まち〜ちゅらとうは、いま）（1983年） - 真栄原嘉男
- 日本の面影（1984年、NHK総合）
- 新・事件 断崖の眺め（1984年、NHK総合）
- 向田邦子新春シリーズ（TBS)
  - 夜中の薔薇（1985年）
  - 冬の家族（1985年）
  - 女の人差し指（1986年）
  - 男どき女どき（1988年）
  - わが母の教えたまいし(1989年）
  - 隣りの神様（1990年）
  - 女正月（1991年） - 中原博之
  - 華燭（1992年） - 溝呂木要
  - 家族の肖像（1993年）
  - いとこ同志（1994年）
  - 響子（1996年） - 省三
  - 空の羊（1997年）
  - 小鳥の来る日（1999年）
  - あ・うん（2000年） - 門倉修造
  - 風立ちぬ（2001年）
- 水曜ドラマスペシャル（TBS）
  - 恋子の毎日（1986年3月12日）
  - 恋人たちのいた場所（1986年3月26日） - 瀬田和彦
- 花嫁人形は眠らない（1986年、TBS / KANOX） - 米持倉夫
- 雨の日の訪問者（1986年、フジテレビ） - 大貫憲一 / 滝沢警部
- イキのいい奴（1987年、NHK総合） - 兵藤晋作
  - 続イキのいい奴（1988年）
- 魚河岸ものがたり（1987年、NHK総合）
- キツイ奴ら（1989年、TBS / KANOX） - 大曾根吾郎
- カラダ記念日（1989年、TBS）
- 夫婦善哉（1990年、フジテレビ）
- 思い出トランプ（1990年、TBS） - 半沢秀一
- ザ・ラストUボート（1993年、NHK総合）[25]
- 丘の上の向日葵（1993年、TBS） - 柚原孝平
- 戦国武士の有給休暇（1994年、NHK総合）
- 夫婦善哉（1995年、テレビ東京）
- 宝引の辰捕者帳（1995年、NHK総合）
- ナニワ金融道（1996年、フジテレビ）- 桑田 澄男
  - ナニワ金融道2（1996年）
  - ナニワ金融道3（1998年）
  - ナニワ金融道4（1999年）
  - ナニワ金融道5（2000年）
  - ナニワ金融道6（2005年）
  - 新・ナニワ金融道（2015年）
- メロディ（1997年、TBS / KANOX） - 大山誠一
- 土曜ドラマ（NHK総合）
  - 生前予約〜現代葬儀事情（1997年） - 主演・杉山正明
  - 55歳からのハローライフ 第4話（2014年） - 主演・下総源一
- 連続テレビ小説（NHK総合)
  - 天うらら（1998年） - 松尾良治
  - カーネーション（2011年） - 小原善作
  - 虎に翼（2024年） - 穂高重親[26]
- 赤ひげ（2002年、フジテレビ）
- 私立探偵 濱マイク（2002年、日本テレビ）
- 黒い十人の女（2002年、フジテレビ） - 風松吉
- ブラックジャックによろしく（2003年、TBS）
- われ晩節を汚さず〜新夫婦善哉〜（2003年、NHK BShi）
- Dr.コトー診療所（2003年、フジテレビ） - 星野正一
  - Dr.コトー診療所2004（2004年）
  - Dr.コトー診療所2006（2006年）
- そして明日から（2003年、北海道テレビ放送・テレビ朝日系列局全国放送） - 渡部寛次
- 父に奏でるメロディー（2005年、NHK総合）
- 東京タワー 〜オカンとボクと、時々、オトン〜（2006年、フジテレビ）
- 死亡推定時刻（2006年、フジテレビ）
- 黒部の太陽（2009年、フジテレビ） - 滝山薫平
- 気骨の判決（2009年、NHK総合） - 判事・吉田久
- 深夜食堂シリーズ（毎日放送・TBS） - 主演・マスター
  - 深夜食堂（2009年）
  - 深夜食堂2（2011年）
  - 深夜食堂3（2014年）
- ニュース速報は流れた（2009年、フジテレビNEXT） - 潮崎俊太郎
- 砂の器（2011年、テレビ朝日） - 今西栄太郎
- 幸せになろうよ（2011年、フジテレビ） - 柳沢匠悟
- 極北ラプソディ（2013年、NHK総合） - 世良雅志
- 震える牛（2013年、WOWOW） - 滝沢文平
- Woman（2013年、日本テレビ） - 植杉健太郎
- 極悪がんぼ（2014年、フジテレビ） - 小清水元
- 銭の戦争 第1話（2015年、関西テレビ） - 桑田澄男
- 二十歳と一匹（2015年、NHK総合） - 藤原弘
- 天皇の料理番（2015年4月 - 7月、TBS） - 宇佐美鎌市[27]
- 恋仲（2015年7月 - 9月、フジテレビ） - 芹沢寛利[28]
- 誤断（2015年11月 - 12月、WOWOW） - 安城隆雄[29]
- 坊っちゃん（2016年1月3日、フジテレビ） - マドンナの父[30]
- 君に捧げるエンブレム（2017年1月3日、フジテレビ） - 仲川明生[31]
- 楽園（2017年1月 - 2月、WOWOW） - 土井崎元[32]
- 下剋上受験（2017年1月13日 - 3月17日、TBS） - 桜井一夫[33]
- 絆〜走れ奇跡の子馬〜（2017年3月、NHK総合） ‐ 加山昌一郎
- ハゲタカ（2018年7月 - 9月、テレビ朝日） - 飯島亮介[34]
- 僕らは奇跡でできている（2018年10月 - 12月、関西テレビ・フジテレビ）- 鮫島瞬[35]
- 白い巨塔（2019年5月、テレビ朝日） - 財前又一[36]
- トップリーグ（2019年10月 - 11月、WOWOW） - 近藤道家
- 知らなくていいコト（2020年1月 - 3月、日本テレビ） ‐ 乃十阿徹
- コタキ兄弟と四苦八苦 第10話（2020年3月、テレビ東京） ‐ 古滝零士[37]
- ソロモンの偽証（2021年10月3日 - 11月21日、WOWOW） - 津崎正男 役
- 風間公親-教場0-（2023年4月10日 - 6月19日、フジテレビ） - 眞堂丈史 役[38]
- 連続ドラマW フィクサー Season1（2023年4月23日 - 5月21日、WOWOW） - 須崎一郎 役[39][40]
  - フィクサー Season2（2023年7月9日 - 8月6日、WOWOW）[41]
  - フィクサー Season3（2023年10月8日 - 11月5日、WOWOW）[42]
- コタツがない家（2023年10月18日 - 12月20日、日本テレビ） - 山神達男 役[43][44]
- Shrink-精神科医ヨワイ- 第2話（2024年9月7日、NHK総合・NHK BSプレミアム4K） - 仙川鶴一 役[45]
- 憶えのない殺人（2025年1月25日、NHK BS / 2月22日、NHK BSプレミアム4K） - 主演・佐治英雄[46][47]
- 1972 渚の螢火（2025年10月19日〈予定〉 - 、WOWOW） - 玉城泰栄 役[48]
- 魯山人のかまど（2026年春放送予定、NHK） - 主演・北大路魯山人[49]

### Webドラマ
- 火花（2016年、Netflix） - 渡辺[50]
- 深夜食堂-Tokyo Stories- - 主演・マスター
- THE DAYS（2023年、Netflix） - 古谷[51][52]

### 劇場アニメ
- もののけ姫（1997年7月12日公開、宮崎駿監督） - ジコ坊[53]
- ギブリーズ episode2（2002年7月20日公開、百瀬義行監督） - トシちゃん
- ゲド戦記（2006年7月29日公開、宮崎吾朗監督） - 国王[54]
- 君たちはどう生きるか（2023年7月14日公開、宮﨑駿監督） - 老ペリカン 役[55]
- ホウセンカ（2025年秋公開予定、木下麦監督） - 主演・阿久津実（現在）（戸塚純貴とダブル主演）[56]

### ドキュメンタリー
- 美の巨人たち（2000年 - 2019年3月30日、テレビ東京） - ナレーション
  - 美の巨人たち放送700回記念「劇的空間!ローマ・ヴァチカン〜天才たちが鎬を削った美の饗宴」（2014年5月17日（前編）・5月24日（後編）、テレビ東京） - ナビゲーター
- 報道発 ドキュメンタリ宣言（2008年、テレビ朝日） - ナレーション
- 漂えど沈まず〜小説家・開高健の遺した言葉〜（BS-TBS、2012年12月30日） - ナビゲーター
- 青の宇宙史〜フェルメールから北斎へ〜（2013年2月1日、BS朝日） - ナレーション
- 戦後史証言プロジェクト 日本人は何をめざしてきたのか 知の巨人たち 第4回（2014年7月26日、NHK Eテレ） - 朗読

### 舞台

#### 状況劇場
※すべて唐十郎の作・演出。
- 海の牙 黒髪海峡篇（1973年）
- 唐十郎版 風の又三郎（1974年）
- 夜叉綺想（1974年）
- 腰巻おぼろ 妖鯨篇（1975年）
- 糸姫（1975年）
- 下町ホフマン（1976年）
- おちょこの傘持つメリー・ポピンズ（1976年）
- 蛇姫様（1977年）
- 唐十郎版 俳優修行（1977年）
- ユニコン物語 台東区篇（1978年）
- 河童（1978年）
- 犬狼都市（1979年）
- 青頭巾（1979年）
- 女シラノ（1980年）

#### その他
- ハーメルンの鼠（1976年、第七病棟　作：唐十郎　演出：佐藤信）
- 浮雲（1995年、タ・マニネ　原作：林芙美子　作・演出：岩松了）
- 悪戯（2000年、タ・マニネ　作・演出：岩松了）
- ワニを素手でつかまえる方法（2004年、タ・マニネ　作・演出：岩松了）
- シダの群れ3 港の女歌手編（2013年、Bunkamura　作・演出：岩松了）

### CM
- サントリー、ギフトCM（1986年 - 1987年）※「幸福なウイスキー」「さしあげたのは、時間です」の2本に出演。
- 新潮社、新潮文庫
- 公共広告機構（現：ACジャパン）（ナレーション）
- SK&F、コンタック総合感冒薬
- ダイワハウス[57]
- 日本たばこ産業 フロンティア・ライト・100's
- JT セレクト・スペシャルライト（1990年）
- TBC『ぜったいトリコにしてみせる』篇（1992年）※坂井真紀と共演[58]
- 日清食品 ラ王（1998年）
- ピエトロ
- 日本中央競馬会（JRA）
- 東京三菱銀行、US YOU LIKE（2004年）
- エプソン、リアプロジェクションテレビ（2005年）
- キリンビール、円熟（2006年）
- トヨタ自動車、アリオン（2007年）
- ファミリーマート（2010年）

### 吹き替え
- ザ・ホワイトハウス（NHK） ジェド・バートレット合衆国大統領（マーティン・シーン）
- 映画『フィレンツェ、メディチ家の至宝　ウフィツィ美術館3D・4K』（2016年） - 日本語版ナレーター [59]

## 受賞歴
- 1979年 第4回報知映画賞 新人賞（『十八歳、海へ』）
- 1985年 第59回キネマ旬報ベスト・テン 助演男優賞（『それから』）
- 1986年 第8回ヨコハマ映画祭 助演男優賞（『そろばんずく』）
- 1986年 第9回日本アカデミー賞 最優秀助演男優賞（『恋文』、『それから』）[60]
- 1999年 第23回日本アカデミー賞 優秀主演男優賞（『コキーユ』、『秘密』）
- 2008年 第31回日本アカデミー賞 最優秀助演男優賞（『東京タワー 〜オカンとボクと、時々、オトン』）[61]
- 2009年 第30回ヨコハマ映画祭 主演男優賞（『歓喜の歌』、『休暇』）
- 2017年 第26回日本映画批評家大賞 主演男優賞（『続・深夜食堂』）
- 2024年 第33回日本映画批評家大賞 ダイヤモンド大賞（淀川長治賞）（『バカ塗りの娘』）[62]

## 馬主活動と主な所有馬

小林の勝負服

日本中央競馬会（JRA）および地方競馬全国協会（NAR）に登録する馬主としても知られる。勝負服の柄は海老、鼠縦縞、海老袖、冠名は特に用いない。

### 主な所有馬
- ブルーリッジリバー（2001年フェアリーステークス2着、2002年桜花賞2着）
- ジョリーダンス（2007年・2009年阪神牝馬ステークス）